# Кюш, Дидье
Дидье́ Кюш (фр. Didier Cuche, род. 16 августа 1974) — швейцарский горнолыжник, чемпион мира 2009 года в супергиганте, вице-чемпион Олимпийских игр 1998 года в супергиганте, многократный победитель этапов Кубка мира (входит в топ-25 в истории мужского Кубка мира по этому показателю). Наиболее успешно выступал в скоростных дисциплинах. Самый возрастной победитель этапов в истории Кубка мира.

## Спортивная биография
Кюш участвовал в международных соревнованиях с 1993 года. Он принимал участие в 4 зимних Олимпийских играх: 1998, 2002, 2006 и 2010, на которых завоевал одну серебряную медаль в супергиганте, разделив её с австрийцем Хансом Кнауссом в 1998 году в Нагано.
На чемпионатах мира Кюш 4 раза занимал призовые места. На чемпионате 2007 года он занял третье место в гигантском слаломе, а на следующем соревновании победил в супергиганте (только Петер Филл проиграл Кюшу менее секунды) и стал вторым в скоростном спуске. В 2011 году в Гармиш-Партенкирхене Дидье вновь выиграл серебро в скоростном спуске.

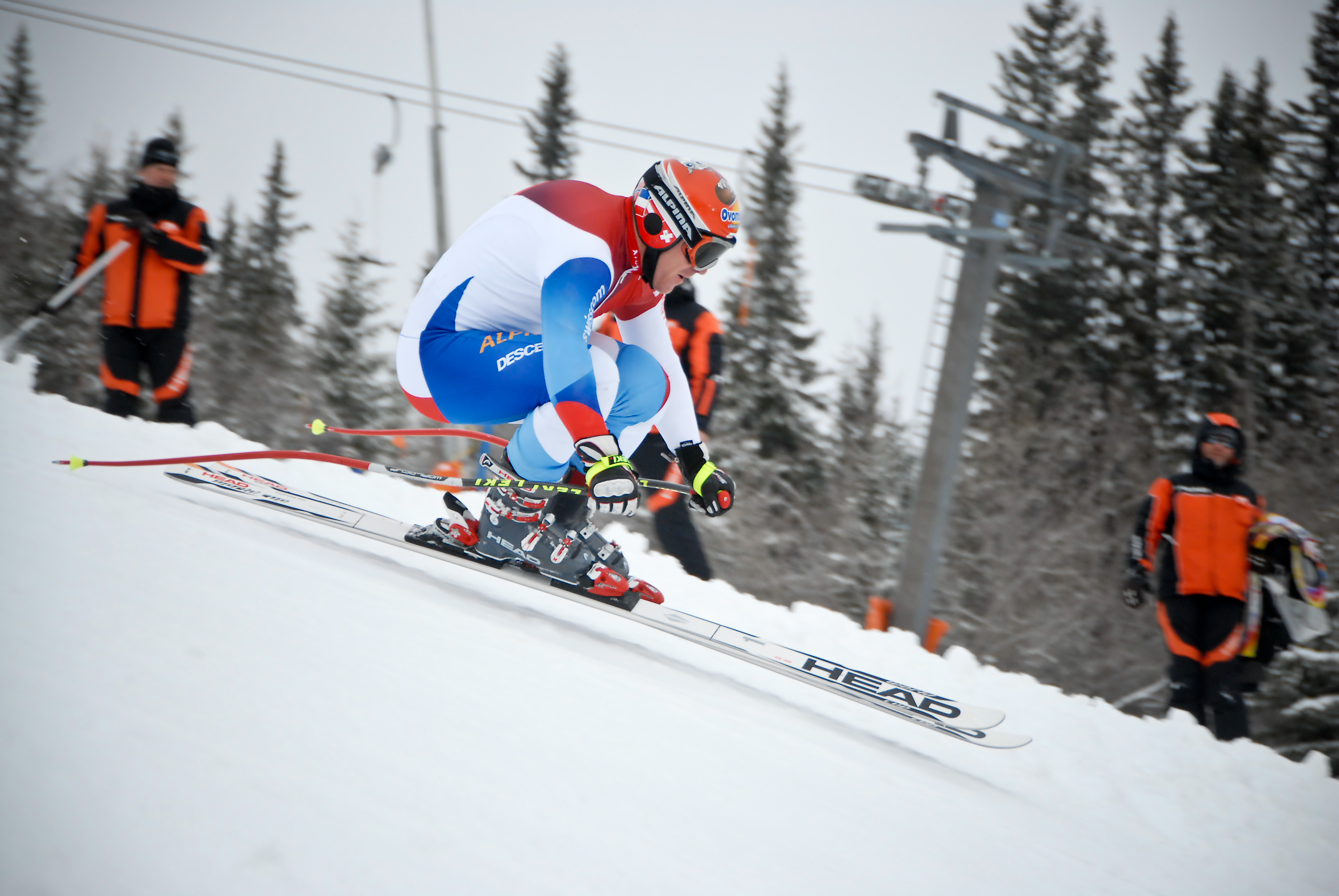
Дидье Кюш в 2010 году

Кюш 1 раз был вторым в общем зачёте Кубка мира (сезон 2010/11) и ещё четыре раза занимал третье место в общем зачёте. В отдельных дисциплинах он побеждал в Кубке мира 6 раз — четырежды в скоростном спуске, 1 раз в супергиганте и 1 раз в гигантском слаломе. За карьеру одержал 21 победу на этапах Кубка мира (скоростной спуск — 12, супергигант — 6, гигантский слалом — 3). Всего же за карьеру Кюш более 60 раз поднимался на призовой подиум на этапах Кубка мира. Особенно успешно Дидье выступал на знаменитых трассах австрийского Кицбюэля — там он выиграл 5 скоростных спусков и 1 супергигант. Основные успехи в Кубке мира к Кюшу пришли в зрелом возрасте — 16 из своей 21 победы он одержал, когда ему уже исполнилось 32 года.
Кюш является самым возрастным в истории победителем скоростного спуска (37 лет и 6 месяцев), супергиганта (37 лет и 7 месяцев) и гигантского слалома (35 лет и 3 месяца) на этапах Кубка мира. Победа в ноябре 2011 года в скоростном спуске в Лейк Луизе в возрасте 37 лет и 3 месяцев сделала Дидье самым возрастным в истории победителем этапов Кубка мира, как среди мужчин, так и женщин. 21 января 2012 года Кюш «поднял эту планку» ещё на 2 месяца, очередной раз выиграв скоростной спуск в Кицбюэле (через 14 лет после своей первой победы в Кубке мира на трассах Кицбюэля). Через неделю выиграл свой 20-й в карьере этап Кубка мира, победив в «спринтерском» скоростном спуске в Гармиш-Партенкирхене. 24 февраля второй раз в карьере (спустя более 10 лет после первого успеха) выиграл этап на территории Швейцарии, победив в супергиганте в Кран-Монтане. Это стало последней в карьере Кюша победой в Кубке мира.
Был известен своей манерой после финиша отстёгивать и подбрасывать со вращениями лыжу. В январе 2012 года заявил о завершении карьеры после окончания сезона 2011/2012.

## Результаты на крупнейших соревнованиях

### Зимние Олимпийские игры
| Олимпийские игры    | Скоростной спуск | Супергигант | Гигантский слалом | Слалом | Комбинация |
| ------------------- | ---------------- | ----------- | ----------------- | ------ | ---------- |
| 1998 Нагано         | 8                | 2           | —                 | —      | —          |
| 2002 Солт-Лейк-Сити | 14               | DSQ         | 10                | —      | —          |
| 2006 Турин          | —                | 12          | 19                | —      | —          |
| 2010 Ванкувер       | 6                | 10          | 14                | —      | —          |

### Выигранные Кубки мира
- Скоростной спуск (4) — 2006/07, 2007/08, 2009/10, 2010/11
- Гигантский слалом  — 2008/09
- Супергигант — 2010/11

### Победы на этапах Кубка мира (21)
| №  | Сезон   | Дата        | Место               | Дисциплина            |
| -- | ------- | ----------- | ------------------- | --------------------- |
| 1  | 1997/98 | 23 янв 1998 | Кицбюэль            | Скоростной спуск      |
| 2  | 2001/02 | 5 янв 2002  | Адельбоден          | Гигантский слалом     |
| 3  | 2001/02 | 7 мар 2002  | Альтенмаркт         | Супергигант           |
| 4  | 2002/03 | 8 дек 2002  | Бивер Крик          | Супергигант (2)       |
| 5  | 2003/04 | 30 янв 2004 | Гармиш-Партенкирхен | Скоростной спуск (2)  |
| 6  | 2006/07 | 10 мар 2007 | Квитфьель           | Скоростной спуск (3)  |
| 7  | 2007/08 | 14 дек 2007 | Валь-Гардена        | Супергигант (3)       |
| 8  | 2007/08 | 19 янв 2008 | Кицбюэль            | Скоростной спуск (4)  |
| 9  | 2008/09 | 21 фев 2009 | Сестриере           | Гигантский слалом (2) |
| 10 | 2009/10 | 25 окт 2009 | Зёльден             | Гигантский слалом (3) |
| 11 | 2009/10 | 28 ноя 2009 | Лейк Луиз           | Скоростной спуск (5)  |
| 12 | 2009/10 | 22 янв 2010 | Кицбюэль            | Супергигант (4)       |
| 13 | 2009/10 | 23 янв 2010 | Кицбюэль            | Скоростной спуск (6)  |
| 14 | 2009/10 | 6 мар 2010  | Квитфьель           | Скоростной спуск (7)  |
| 15 | 2010/11 | 22 янв 2011 | Кицбюэль            | Скоростной спуск (8)  |
| 16 | 2010/11 | 29 янв 2011 | Шамони              | Скоростной спуск (9)  |
| 17 | 2010/11 | 13 мар 2011 | Квитфьель           | Супергигант (5)       |
| 18 | 2011/12 | 26 ноя 2011 | Лейк Луиз           | Скоростной спуск (10) |
| 19 | 2011/12 | 21 янв 2012 | Кицбюэль            | Скоростной спуск (11) |
| 20 | 2011/12 | 28 янв 2012 | Гармиш-Партенкирхен | Скоростной спуск (12) |
| 21 | 2011/12 | 24 фев 2012 | Кран-Монтана        | Супергигант (6)       |

## Личная жизнь
4 декабря 2015 года у Дидье и его жены Мануэлы Фанкони родился сын Ноэ Кюш.